# UB-17号潜艇
陛下之UB-17号艇是德意志帝国海军于第一次世界大战期间建造的其中一艘UB-I型近岸作战潜艇或称U艇。它由不来梅的威悉船厂承建，自1915年2月21日开始铺设龙骨。其全长略小于28米，水面及水下排水量分别为127吨和141吨，艇载武器除两具450毫米的艇艏鱼雷发射管外，还有一挺安装在甲板上的机枪。完工后的艇体被拆解成若干部分并通过铁路运输至安特卫普进行重新组装。它于1915年4月下水，至5月以UB-17号之名交付使用。
UB-17号的整个服役生涯都是在佛兰德区舰队度过的，期间共击沉13艘船舶，其中大部分为英国渔船。此外，它还曾将2艘船缴作战利品，并击伤1艘油轮。该艇在1918年之前便已被改装成一艘布雷艇，用四个水雷斜槽替换了鱼雷发射管。1918年3月11日，UB-17号出发前往霍夫登巡逻，此后失去了踪迹。关于UB-17号的结局有多种说法，但无一与该艇的行动细节相符。至2013年7月，考古学家才在英国东岸的萨福克郡附近发现了UB-17号残骸。

## 设计及建造
在第一次世界大战初期，随着德意志帝国陆军沿北海海岸快速推进，比利时佛兰德沿岸的安特卫普、泽布吕赫和奥斯坦德等港口相继落入德国人手中，这大大方便了德军潜艇遣出英吉利海峡的作战行动。然而，帝国海军当时却缺乏适合在佛兰德周边狭窄的浅海中行动的U艇。为此，1914年8月中旬开始设计的“34号工程”催生出了UB-I型潜艇，这是一种可以通过铁路运输发往作战港口并能够迅速组装的小型近岸潜艇。为满足铁路限界的要求，UB-I型的设计需要艇长在28米左右，排水量约125吨，并装备两具鱼雷发射管。其中，UB-16和UB-17号是德国国家海军办公室为了弥补即将移交奥匈帝国海军的两艘同级艇（UB-1和UB-15号），而于1914年11月25日委托不来梅威悉船厂建造的第二批次产品，此时距离该艇型的设计启动仅三个多月。
UB-17号自1915年2月21日开始铺设龙骨。竣工时，该艇的全长为27.88米，舷宽3.15米，有3.03米的吃水深度。它搭载有一台功率为44千瓦特（59匹軸馬力）的科尔庭四缸四冲程柴油发动机用于水面运行，以及一台89千瓦特（119匹軸馬力）的西门子-舒克特电动发电机用于水下航行；两者都与一副单螺旋桨轴相连，可分别提供最高7.45節（13.80每小時）的水面航速和最高6.24節（11.56每小時）的水下航速。在更匀速的状态下，它可以连续在水面航行1,500海里（2,800）而无需加油，或连续在水下航行45海里（83）而无需充电。与同型的所有姊妹艇一样，UB-17号的潜航深度为50米，可以在33秒内完全潜入水中。
在武器装备方面，UB-17号内置有两具450毫米的艇艏鱼雷发射管，可装载2枚C/03型鱼雷，舰桥前部的甲板上则设有一挺可拆卸的8毫米机枪。其标准船员编制为1名军官加13名水兵。
在威悉船厂的建造完成后，UB-17号已准备好用于铁路运输。铁运的过程包括将潜艇拆解成一个实质上的散装套件。每艘艇被分成大约15块，其中艇体分解为三部分装在平板车上，舰桥、蓄电池和上层建筑中的相关设备装入另外五节车厢中。1915年春，UB-17号的部件被运到安特卫普的霍博肯进行组装，通常需要耗时两至三周。当至4月21日完成组装并下水后，该艇再被装入浮箱由两艘驳船拖曳，用时五天半沿斯海尔德河西下、并穿过根特－布鲁日运河送抵泽布吕赫的作战港口进行海试。

## 服役初期

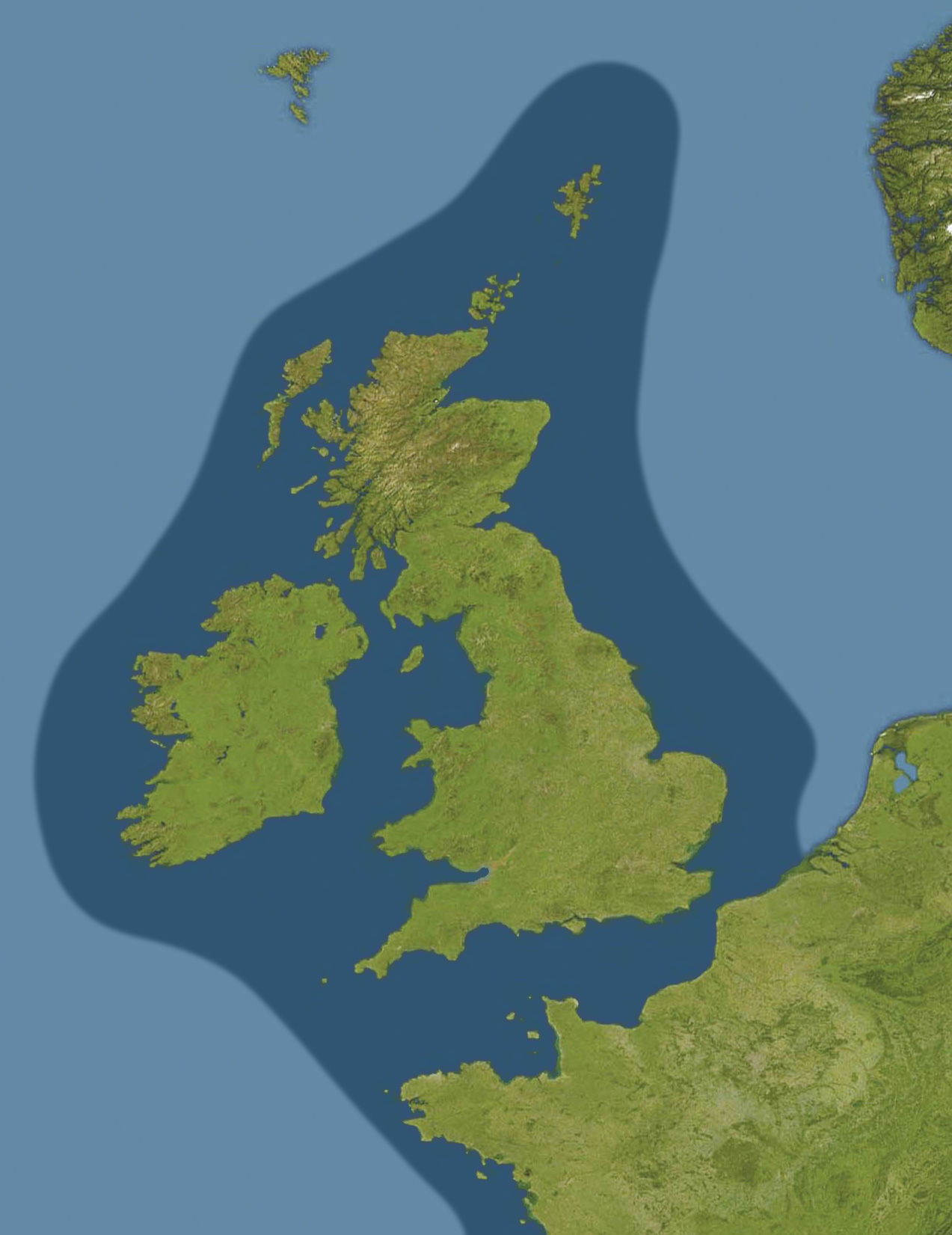
在潜艇战役中的德国战区

1915年5月4日，UB-17号在时年25岁的海军中尉拉尔夫·温宁格的指挥下正式入役。5月10日，该艇加入了稍早前于3月29日组建的佛兰德区舰队。当UB-17号入列时，德国正处于自2月发动的第一轮潜艇攻势之中。在这场战役期间，所有出现在德国划定的战区内的敌方舰船都将被击沉，该战区涵括了英国周边的所有水域（含英吉利海峡）。中立国的船舶则不得受到攻击，除非它们确实能被认出是悬挂假旗航行的敌对船舶。
7月18日，即加入区舰队两个月后，UB-17号才取得首个战功，在索思沃尔德灯塔附近用鱼雷击中了英国轮船巴统号（Batoum）。尽管有6人丧生，但巴统号的船员还是奋力将这艘容积总吨为4054吨的油轮搁滩，并能在其后重新浮起。次月初，温宁格率UB-17号在雅茅斯－洛斯托夫特海域巡逻时，又击沉了四艘英国渔船。这四艘传统上使用赭红色风帆的平底渔船全数是被UB-17号的官兵截停、登船并使用炸药凿沉。
在德国U艇于1915年5月击沉冠达邮轮卢西塔尼亚号、以及8月（阿拉伯号事件）和9月发生的其他轰动性沉船事件后，当时仍然中立的美国政府要求保证美国人在非武装商船上的人身安全。作为回应，时任海军总参谋长的亨宁·冯·霍尔岑多夫上将于9月18日暂停了无限制潜艇战。霍尔岑多夫指示所有U艇撤离英吉利海峡和凯尔特海，并要求所有在北海的潜艇活动都必须严格遵照《捕获法则》进行。六天后，UB-17号在奥斯坦德附近收缴了一艘比利时帆船利昂·玛蒂尔德号（Leon Mathilde）作为战利品。
由于敌对的海军目标不受《捕获法则》的约束，因此，温宁格于9月23日在戴克灯船附近用鱼雷击沉了法国海军的武装拖网船圣皮埃尔一号。在这艘303总吨船舶的18名船员中，仅一人幸存。三个月后，温宁格将一艘名为耶苏·玛利亚号（Jesus Maria）的法国渔船误认为是驱逐舰。UB-17号发射的一枚鱼雷击中了这艘船，造成耶苏·玛利亚号船上的全部6名船员罹难。
1916年1月31日，UB-17号在洛斯托夫特－奧德堡海域又击沉了四艘渔船，其中三艘为英国籍，一艘来自比利时。翌日，UB-17号的作战日志记录了957吨重的英国轮船弗朗茨·费舍尔号（Franz Fischer）在肯特诺克附近被鱼雷击沉。但英国方面则认为，这艘货船是被齐柏林飞艇投下的炸弹击沉的。弗朗茨·费舍尔号是最后一艘在温宁格麾下击沉的船。2月7日，阿图尔·梅茨中尉接替他担任UB-17号艇长一个月，继而维尔纳·菲尔布林格中尉又顶替一周，之后弗里德里希·莫克中尉再入替一个月。至4月16日，温宁格重新恢复指挥权。
与此同时，德国在2月底开始了针对商船的第二轮潜艇攻势，以回应英国对德国的封锁——至1916年初，封锁开始对德国及其进口贸易产生影响；皇家海军拦截并缴获的运往德国的货物数量已超过德国U艇在第一轮潜艇攻势中击沉的货物数量。在第二轮攻势中，UB-17号没有击沉任何一艘舰船。这次攻势于4月底被公海舰队新任总司令、海军上将赖因哈德·舍尔叫停。

## 伏击大舰队
舍尔将军于5月中旬制定了伏击部分英国大舰队的计划。公海舰队将突袭桑德兰，引诱英国舰队穿过“由潜艇和雷区组成的‘巢穴’”。为了支持这次行动，UB-17号与另外五艘佛兰德区舰队的潜艇于5月30－31日午夜出发，在洛斯托夫特以东约18海里（33）处组成一条船位线。这支部队将拦截并攻击从哈维奇出发的英国轻型部队，以防它们向北出击加入战斗。但对德国人而言不幸的是，英国海军部已经得到的情报显示有潜艇离港，但并未袭击船只，这引起了英国人的怀疑。
公海舰队因自身的出击（已转向斯卡格拉克）而推迟了启程，驻扎在北方的几艘U艇也未能收到英国人推进的电码警告，这使得舍尔预期中的伏击成为了“彻底而令人失望的失败”。在UB-17号所处的部队中，只有UB-10号发现了哈维奇部队，但它离得太远，无法发动攻击。由于U艇未能在伏击战中摧毁任何英国主力舰，导致在5月31日－6月1日爆发的日德兰海战时，大舰队能够以满编姿态与数量上处于劣势的公海舰队交战。
温宁格于6月27日离开UB-17号，接替其担任艇长的是海军中尉京特·苏亚迪卡尼，但他指挥该艇仅不到两周。紧随其后的是汉斯·德格陶中尉，他从7月至12月担任这UB-17号的艇长。在德格陶的带领下，UB-17于9月1日又添一笔战功，捕获并击沉了荷兰轮船海雕号（Zeearend）。这艘462总吨、运载布匹的货轮当时正从鹿特丹前往伦敦，在默兹河灯船对开约19海里（35）处沉没。UB-17号的下一项战功是在海军中尉乌尔里希·迈尔（12月4日上任）的指挥下于12月15日取得，当时他们在霍夫登海域收缴了316总吨的挪威轮船比吉特号（Birgit）。这是也是UB-17号在接下来的一年内取得的唯一战功。

## 改装为布雷艇
UB-17号及其三艘姊妹艇——UB-10号、UB-12和UB-16号一同，于1918年之前被全部改装成布雷潜艇。没有关于UB-17号进行这项改装的确切时间的报道，但该艇从1916年11月至1917年1月身处船坞，很可能是在这段时间完成改装。改装措施包括移除每艘U艇由一对鱼雷发射管所组成的艇艏部分，并替换为一个包含四个布雷斜槽的新艇艏，其中每个斜槽能够贮存两枚水雷。在此过程中，UB-17号的艇身被加长至32米，水面排水量增加至147吨，水下排水量则增至161吨。
在迈尔担任UB-17号艇长期间，德皇威廉二世亲自批准从1917年2月1日开始重启无限制潜艇战，以期迫使英国人媾和。尽管新的交战规则明确规定不得让任何船只浮于水面，但UB-17号却迟迟未能打开猎杀账户，直至1917年12月才在时任艇长约翰内斯·里斯中尉的指挥下于奧德堡附近拦截并击沉了一艘平底渔船。1918年1月，里斯的艇长一职被海军中尉阿尔贝特·布兰沙伊德取代。

## 结局
1918年3月11日，布兰沙伊德率领UB-17号从泽布吕赫出发前往霍夫登海域巡逻，从此便失去了踪迹。战后的一份报道称，两架英国水上飞机曾于3月12日在北海轰炸了一艘U艇；但作者德怀特·梅西默则认为，该报道没有提供任何细节来支持这一论据。梅西默同样认为UB-17号于2月25日在波特兰岛以南遭英国驱逐舰翁斯洛号击沉的说法不实，他指出该艇当时正身处泽布吕赫。德国在战后的一项研究也驳斥了英国方面的另一种说辞——即驱逐舰推进者号、挽救者号和鲟鱼号于3月11日21:25在57°7′N 2°43′E / 57.117°N 2.717°E处围剿击沉了UB-17号，然而UB-17号直至攻击发生的30分钟后才离开泽布吕赫。无论UB-17号沉没的具体原因为何，艇内的18名官兵都已全部遇难。
2013年7月，考古学家在英国南部和东部沿岸的萨福克郡附近发现了44艘潜艇的残骸，其中包括UB-17号。此次发现的大部分艇只来自德意志帝国海军，可以追溯至第一次世界大战。据《明镜周刊》报道，潜水员是在英国南部和东部沿岸50英尺（15）深的水下发现了41艘德国U艇和3艘英国潜艇。

## 袭击历史摘要
| 日期           | 船名            | 船籍                 | 吨位           | 结局       |
| -------------- | --------------- | -------------------- | -------------- | ---------- |
| 1915年7月18日  | 巴统号          | 英国                 | 4054           | 击伤       |
| 1915年8月6日   | C·E·S号         | 英国                 | 47             | 击沉       |
| 1915年8月6日   | 渔夫号          | 英国                 | 24             | 击沉       |
| 1915年8月6日   | 赫斯珀洛斯号    | 英国                 | 47             | 击沉       |
| 1915年8月6日   | 伊凡号          | 英国                 | 44             | 击沉       |
| 1915年8月24日  | 利昂·玛蒂尔德号 | 比利时               | 不详           | 缴作战利品 |
| 1915年9月23日  | 圣皮埃尔一号    | 法国海军             | 303            | 击沉       |
| 1915年11月9日  | 耶苏·玛利亚号   | 法國國家海軍         | 71             | 击沉       |
| 1916年1月31日  | 阿图尔·威廉号   | 英国                 | 56             | 击沉       |
| 1916年1月31日  | 希尔达号        | 英国                 | 44             | 击沉       |
| 1916年1月31日  | 玛格丽特号      | 比利时               | 32             | 击沉       |
| 1916年1月31日  | 镭号            | 英国                 | 59             | 击沉       |
| 1916年2月1日   | 朗茨·费舍尔号   | 英国                 | 957            | 击沉       |
| 1916年9月1日   | 海雕号          | 荷蘭                 | 462            | 击沉       |
| 1916年12月15日 | 比吉特号        | 挪威                 | 316            | 缴作战利品 |
| 1917年12月10日 | 前进号          | 英国                 | 40             | 击沉       |
|                |                 | 击沉： 击伤： 总计： | 2502 4054 6556 |            |

## 脚注
1. 1 2 3 4  Helgason, Guðmundur. . German and Austrian U-boats of World War I - Kaiserliche Marine - Uboat.net.   [2009-02-19].
2. 1 2  Tarrant，第172頁.
3. ↑  Gröner 1991，第22-23頁.
4. ↑  Gardiner，第180頁.
5. 1 2 3 4  Helgason, Guðmundur. . German and Austrian U-boats of World War I - Kaiserliche Marine - Uboat.net.   [2009-03-19].
6. 1 2  Helgason, Guðmundur. . German and Austrian U-boats of World War I - Kaiserliche Marine - Uboat.net.   [2009-03-19].
7. 1 2  Helgason, Guðmundur. . German and Austrian U-boats of World War I - Kaiserliche Marine - Uboat.net.   [2009-03-19].
8. 1 2  Helgason, Guðmundur. . German and Austrian U-boats of World War I - Kaiserliche Marine - Uboat.net.   [2009-03-19].
9. 1 2  Helgason, Guðmundur. . German and Austrian U-boats of World War I - Kaiserliche Marine - Uboat.net.   [2022-03-16].
10. 1 2  Helgason, Guðmundur. . German and Austrian U-boats of World War I - Kaiserliche Marine - Uboat.net.   [2009-03-19].
11. 1 2  Helgason, Guðmundur. . German and Austrian U-boats of World War I - Kaiserliche Marine - Uboat.net.   [2009-03-19].
12. ↑  Helgason, Guðmundur. . German and Austrian U-boats of World War I - Kaiserliche Marine - Uboat.net.   [2022-03-16].
13. ↑  Helgason, Guðmundur. . German and Austrian U-boats of World War I - Kaiserliche Marine - Uboat.net.   [2022-03-16].
14. 1 2  Helgason, Guðmundur. . German and Austrian U-boats of World War I - Kaiserliche Marine - Uboat.net.   [2009-03-19].
15. 1 2  Helgason, Guðmundur. . German and Austrian U-boats of World War I - Kaiserliche Marine - Uboat.net.   [2009-03-19].
16. 1 2 3  Miller，第46–47頁.
17. ↑  Karau，第48頁.
18. 1 2 3  陈进，第45頁.
19. ↑  Miller，第458頁.
20. ↑  Williamson，第12頁.
21. 1 2 3  Karau，第49頁.
22. ↑  Rössler，第59–62, 264頁.
23. ↑  Helgason, Guðmundur. . German and Austrian U-boats of World War I - Kaiserliche Marine - Uboat.net.   [2009-03-04].
24. ↑  Tarrant，第14頁.
25. 1 2  Helgason, Guðmundur. . German and Austrian U-boats of World War I - Kaiserliche Marine - Uboat.net.   [2009-03-18].
26. ↑  Helgason, Guðmundur. Helgason, Guðmundur. . German and Austrian U-boats of World War I - Kaiserliche Marine - Uboat.net., Helgason, Guðmundur. . German and Austrian U-boats of World War I - Kaiserliche Marine - Uboat.net., Helgason, Guðmundur. . German and Austrian U-boats of World War I - Kaiserliche Marine - Uboat.net., Helgason, Guðmundur. . German and Austrian U-boats of World War I - Kaiserliche Marine - Uboat.net. Retrieved on 2009-03-19.
27. ↑  Penwith District Council. . Penzance: Penwith District Council. 2009  [2009-03-04]. （原始内容存档于2007-05-27）.
28. ↑  . World War 1 at Sea. 9 January 2009  [2009-03-31]. （原始内容存档于2021-06-12）. The information on the website is extracted from . His Majesty's Stationery Office. 1919.
29. ↑  Tarrant，第21–22頁.
30. ↑  Helgason, Guðmundur. . German and Austrian U-boats of World War I - Kaiserliche Marine - Uboat.net.   [2009-03-19].
31. ↑  Helgason, Guðmundur. . German and Austrian U-boats of World War I - Kaiserliche Marine - Uboat.net.   [2009-03-19].
32. ↑  Helgason, Guðmundur. . German and Austrian U-boats of World War I - Kaiserliche Marine - Uboat.net.   [2009-03-19].
33. 1 2 3 4  Helgason, Guðmundur. . German and Austrian U-boats of World War I - Kaiserliche Marine - Uboat.net.   [2009-03-19].
34. ↑  Helgason, Guðmundur. Helgason, Guðmundur. . German and Austrian U-boats of World War I - Kaiserliche Marine - Uboat.net., Helgason, Guðmundur. . German and Austrian U-boats of World War I - Kaiserliche Marine - Uboat.net., Helgason, Guðmundur. . German and Austrian U-boats of World War I - Kaiserliche Marine - Uboat.net., Helgason, Guðmundur. . German and Austrian U-boats of World War I - Kaiserliche Marine - Uboat.net. Retrieved on 2009-03-19.
35. 1 2  Helgason, Guðmundur. . German and Austrian U-boats of World War I - Kaiserliche Marine - Uboat.net.   [2009-03-19].
36. ↑  . World War 1 at Sea. Naval-History.net. 9 January 2009  [2009-03-19]. （原始内容存档于2022-01-31）. The information on the website is extracted from . His Majesty's Stationery Office. 1919.
37. ↑  Tarrant，第25–26頁.
38. ↑  Tarrant，第30頁.
39. 1 2 3  Gibson & Prendergast，第97頁.
40. 1 2 3 4 5 6  Tarrant，第32頁.
41. ↑  Tarrant，第32–33頁.
42. ↑  Helgason, Guðmundur. . German and Austrian U-boats of World War I - Kaiserliche Marine - Uboat.net.   [2009-03-19].
43. ↑  Helgason, Guðmundur. . German and Austrian U-boats of World War I - Kaiserliche Marine - Uboat.net.   [2009-03-19].
44. ↑  Helgason, Guðmundur. . German and Austrian U-boats of World War I - Kaiserliche Marine - Uboat.net.   [2009-03-19].
45. ↑  Tarrant，第45–46頁.
46. ↑  Tarrant，第46頁.
47. ↑  Helgason, Guðmundur. . German and Austrian U-boats of World War I - Kaiserliche Marine - Uboat.net.   [2009-03-19].
48. 1 2 3  Messimer，第136頁.
49. ↑  . spiegel.de.   [2013-07-21]. （原始内容存档于2022-04-04）.